# María Elena Giusti
María Elena Giusti Lugo (Maracaibo, 13 novembre 1968) è una nuotatrice artistica venezuelana.

## Biografia
Ha rappresentato il Venezuela ai Giochi olimpici estivi di Seul 1988, Barcellona 1992, classificandosi rispettivamente 13ª e 9ª nel solo. A quest'ultima edizione fu alfiere durante la cerimonia d'apertura.

## Palmarès
- Giochi panamericani

L'Avana 1991: argento nel solo;
Mar del Plata 1995: bronzo nel solo;
- Giochi centramericani e caraibici

Città del Messico 1991: oro nel solo;
Ponce 1993: oro nel solo;